# Li Chen
Dans ce nom chinois, le nom de famille, Li, précède le nom personnel.
Pour les articles homonymes, voir Li Chen (homonymie).
 (juin 2025).
La mise en forme du texte ne suit pas les recommandations de Wikipédia : il faut le « wikifier ».
Les points d'amélioration suivants sont les cas les plus fréquents. Le détail des points à revoir est peut-être précisé sur la page de discussion.
- Les titres sont pré-formatés par le logiciel. Ils ne sont ni en capitales, ni en gras.
- Le texte ne doit pas être écrit en capitales (les noms de famille non plus), ni en gras, ni en italique, ni en « petit »…
- Le gras n'est utilisé que pour surligner le titre de l'article dans l'introduction, une seule fois.
- L'italique est rarement utilisé : mots en langue étrangère, titres d'œuvres, noms de bateaux, etc.
- Les citations ne sont pas en italique mais en corps de texte normal. Elles sont entourées par des guillemets français : « et ».
- Les listes à puces sont à éviter, des paragraphes rédigés étant largement préférés. Les tableaux sont à réserver à la présentation de données structurées (résultats, etc.).
- Les appels de note de bas de page (petits chiffres en exposant, introduits par l'outil «  Source ») sont à placer entre la fin de phrase et le point final[comme ça].
- Les liens internes (vers d'autres articles de Wikipédia) sont à choisir avec parcimonie. Créez des liens vers des articles approfondissant le sujet. Les termes génériques sans rapport avec le sujet sont à éviter, ainsi que les répétitions de liens vers un même terme.
- Les liens externes sont à placer uniquement dans une section « Liens externes », à la fin de l'article. Ces liens sont à choisir avec parcimonie suivant les règles définies. Si un lien sert de source à l'article, son insertion dans le texte est à faire par les notes de bas de page.
- La présentation des références doit suivre les conventions bibliographiques. Il est recommandé d'utiliser les modèles {{Ouvrage}}, {{Chapitre}}, {{Article}}, {{Lien web}} et/ou {{Bibliographie}}. Le mode d'édition visuel peut mettre en forme automatiquement les références.
- Insérer une infobox (cadre d'informations à droite) n'est pas obligatoire pour parachever la mise en page.

Pour une aide détaillée, merci de consulter Aide:Wikification.
Si vous pensez que ces points ont été résolus, vous pouvez retirer ce bandeau et améliorer la mise en forme d'un autre article.
Li Chen (chinois : 李真), né le 16 avril 1963  à Yunlin à Taïwan, est un artiste taïwanais.
Li Chen a commencé sa carrière en sculptant sur commande des autels bouddhiques et des statues à l’effigie de Bouddha ; ce qui l’a conduit à étudier le bouddhisme et le taoïsme. À partir des années 1990, poussé par sa créativité, il cesse son activité d’artisan pour aller vers l’art. Ses œuvres mélangent à la fois classique et moderne, et reflètent des sentiments et réflexions personnels sur l’Homme et son environnement. Elles cherchent à donner aux spectateurs la perspective d’une vie harmonieuse tout en les invitant à méditer sur la vie.

## Biographie
Li Chen a commencé à peindre dès l’âge de sept ans. Enfant, il aimait s’allonger sur les rochers et regarder les nuages changer de silhouettes. Les formes irrégulières, qu’elles soient dans le ciel ou sur une vieille paroisse murale, le fascinaient. Il s’amusait également à regarder les reflets qu’avait sa main à travers la lumière.
Conscients de la sensibilité de leur fils, les parents de Li Chen l’ont encouragé à poursuivre des études adaptées. Il rentre ainsi au lycée de Dajia (Taïwan) pour y étudier l’art et l’artisanat. Pendant ses six années d’études, il est influencé par les artistes taïwanais contemporains tels que Chen Hsin-wan, Cheng Chiung-ming, Lee Chin-hsiu et Huang Pu-ching. Après son service militaire, Li Chen est embauché dans l’atelier du sculpteur taïwanais Hsieh Tung-liang où il étudie la sculpture corporelle.
En 1987, Li Chen va commencer sa carrière grâce à un moine bouddhiste. Passant devant l’atelier, le moine remarque le travail de Li Chen et engage la conversation : « Jeune homme, j’étais peintre avant et je trouve ta technique de sculpture très bonne. Voudrais-tu devenir artiste-sculpteur de Bouddha ? Si ma proposition t’intéresse, j’ai un temple où tu pourras exposer tes statues ». C’est ainsi que Li Chen a commencé à sculpter des bouddhas.
La transition ne fut pas simple, car l’artiste s’est aperçu que sculpter une figure emblématique, tel que le Bouddha, était bien plus difficile que sculpter des individus. Mais qu’importe, la tâche le fascine. Pour parfaire ses réalisations, Li Chen va s’adonner au monde bouddhique et lire de nombreux ouvrages. Seul bémol, durant cette période, l’ensemble de son travail a été consacré à réaliser des sculptures de Bouddha, c'est-à-dire que Li Chen n’avait pas le temps de réaliser ses propres créations. Un manque auquel il décide de remédier en 1999, en commençant officiellement sa carrière artistique.

## Réalisations

### Collections
À travers ses sculptures, Li Chen (李真) cherche à véhiculer l’esprit et le sens de la culture asiatique. Mais exprimer des idées millénaires avec des techniques contemporaines peut parfois constituer un obstacle, surtout lorsqu’il s’agit de représenter des figures emblématiques, comme le fait le créateur dans chacune de ses œuvres.
Li Chen, dès ses premières collections, La beauté du vide (1992-1997) et L’énergie du vide (1998-2000), met en forme des statues du Bouddha avec des lignes minimalistes dans le but de réinterpréter l’image sémiotique de la divinité. Les rondeurs des statues évoquent également les concepts taoïstes du « qi » et de l’« énergie » en créant une tension visuelle entre le massif et le raffiné.
Dans sa collection suivante, Le voyage spirituel au travers du Grand Éther (2001-), l’éther[Lequel ?] étant dans le bouddhisme le cinquième élément à la base des quatre autres, Li Chen innove en utilisant des techniques de dorure (feuilles d’or ou d’argent) sur des sculptures en bronze et en mettant ainsi en retrait le poids de la tradition. Un point qui contraste avec la collection Les gardiens des âmes (2008-2009), dans laquelle il propose une interprétation spirituelle et philosophique des catastrophes naturelles survenues ces dix dernières années. Il y est notamment question du sens donné à Dieu par l’humanité. Cette série illustre les préoccupations de l’artiste à l’égard de la société et de la nature de l’Homme.
Dans sa collection Lueurs nocturnes : le guide luminescent (2009-2010), Li Chen utilise la lumière comme source d’inspiration et comme élément central à ses créations. Le créateur, par son observation de la société, élabore le concept d’« étincelle créative » où la lumière et l’énergie sont de source spirituelle et symbolisent l’humanisme oriental.
En 2011, Li Chen oriente sa réflexion sur les différentes évolutions d’une vie. De là naîtra la collection L'immortalité du destin où le choix des matériaux se portera sur du bois, des cordages et de la céramique, lesquels donneront forme à des corps vivants ou inertes ; l’idée étant de représenter le processus de décomposition et d’altération afin de donner au spectateur une représentation des vicissitudes intangibles et perpétuelles de la vie.
La même année, l’artiste conçoit également la collection nommée Nuage éthéré. Elle est l’occasion pour lui d’exposer pour la première fois des pièces en acier inoxydable imitant des nuages et des filets de fumée, lesquels ont, pour Li Chen, une âme propre.

### Expositions et distinctions
Les œuvres de Li Chen ont été exposées à maintes occasions à l’international, tout d’abord en Italie, à la fois en 2004, lors de « l’OpenAsia », nom donné à la septième édition de l’Exposition internationale de sculptures et installations de Venise, et en 2007, lors de la Biennale de Venise ; mais également en Chine en 2008, à Pékin, au Musée d'Art national de Chine ; à Singapour en 2009 au Singapore Art Museum (Musée d’art moderne) et en 2011 lors du salon « Art Stage » ; à Taïwan en 2012, au Mémorial de Chiang Kaï-shek de Taipei, à l’occasion d’une exposition en plein air entièrement consacrée à l’artiste ; et à Seattle en 2012 au Musée Frye Art. 12 œuvres monumentales de Li Chen seront également exposées sur la Place Vendôme à Paris du 2 au 29 septembre 2013.
En se basant sur les chiffres de ventes des salles d’enchères 2009-2010 issus du groupe ArtPrice, diffuseur professionnel d’information réglementée autorisé par l’Autorité des Marchés Financiers (AMF), le magazine Art Investment a dans un dossier de janvier 2011 classé Li Chen 6e au palmarès des artistes dont les œuvres se vendent le mieux et 53e au classement général des artistes contemporains. Quant à la catégorie des sculpteurs, seuls deux artistes de culture chinoise y figurent, dont Li Chen, ce qui le figurait au Top 15 de la discipline au côté d’Anish Kapoor, Jeff Koons, Subodh Gupta, Antony Gormley et Matthew Day Jackson.

#### Expositions en propre
- 2013 - Li Chen 2013, Place Vendôme, Paris (France)
- 2012 - L'éternité et L'homme du quotidien, Musée de Frye Art, Seattle (États-Unis)
- 2011 - La grandeur de l’âme, Taipei (Taïwan)
- 2010 - Le guide luminescent : Lueurs nocturnes, ShContemporary 10, Shanghai (Chine)
- 2009 : Esprit‧Coup‧Ame, Musée d’Art moderne de Singapour
- 2008 -

Les gardiens des âmes, Salon, Centre des arts asiatiques de Pékin (Chine)
À la recherche de l'espace spirituel, Musée national de Chine (Pékin, Chine)
- 2007 - L'énergie du vide, Biennale de Venise (Italie)
- 2005 - Li Chen Sculpture, Art Taipei 2005, Taipei
- 2003 - Le voyage spirituel à travers le Grand Ether, Galerie de Michael Goedhuis à New York (États-Unis)
- 2001 - Délice de l'homme ordinaire, Galerie de River Art, Taichung (Taïwan)
- 2000 - La Transformation du vide - La limite dans la limite, Art Taipei (Taïwan)
- 1999 - L’énergie du vide, Art Taipei (Taïwan)

#### Expositions internationales (plusieurs artistes exposés)
- 2011 - « Splendid Ethics », Compagnie des arts Interalia, Séoul (Corée)
- 2010 -

L’esprit de l’orient II – La passerelle, Centre des arts asiatiques de Pékin (Chine)
Foire internationale de l’art, Séoul (Corée)
- 2009 -

Exposition internationale sur l’industrie créative et culturelle de Pékin (Chine)
ArtHK, Hong Kong
- 2008 -

L’esprit de l’Orient I – Accumulation, Centre des arts asiatiques de Pékin (Chine)
 « The Origin: The first Annual Moon River Sculpture Festival » , musée d’art contemporain de Pékin (Chine)
- 2007-

Chine en avant, l’art contemporain chinois 1966-2006, Musée d’art moderne, de Copenhague (Danemark)
-OpenAsia, Venise (Italie)
Le pouvoir de l’univers, Centre des arts asiatiques de Pékin
Exploration et révolution des images dans la réalité par 14 artistes chinois contemporains, Centre des arts de Doosan à Séoul (Corée)
Top 10 des sculptures contemporaines chinoises, Centre des arts asiatiques de Pékin (Chine)
La Chine en avant : l’art contemporain chinois, 1966-2006, Musée des arts de Jérusalem (Israël)
- 2006 -

Art Singapore, Singapore (Singapour)
Art Taipei, Taipei (Taïwan)
- 2005 -

Exposition internationale de sculptures citadines à la Biennale de Shanghai (Chine)
CIGE (China International Gallery Exposition), Pékin (Chine)
Foire de l’art de Shanghai, Shanghai (Chine)
ART Singapour, Singapour (Singapour)
- 2004 -

OpenAsia, Venise (Italie)
L’amour fictif- Une vision ultra nouvelle, musée d’art contemporain de Taipei (Tawain)
CIGE (China International Gallery Exposition), Pékin (Chine)
Foire de l’art de Shanghai, Shanghai (Chine)
- 2003 -

Art Chicago, Chicago (États-Unis)
Foire internationale de l’art, New York (États-Unis)
- 2002 -

Art Palm Beach, Florida (États-Unis)
Art Chicago, Chicago (États-Unis)
Foire internationale des beaux-arts de Houston (États-Unis)
- 2001 -

Chine sans frontières, siège de Sotheby’s, New York (États-Unis)
Foire de l’art asiatique, Paris (France)
Salon de Mars Art Fair, Genève (Suisse)
Art Chicago, Chicago (États-Unis)
Foire internationale de l’art asiatique, New York (États-Unis)

## Témoignages et réactions
Jo-Anne Birnie Danzker, directeur de Musée de Frye Art, à Seattle, aux États-Unis :  « Les œuvres de Li Chen sont enrichies et imprégnées de leur environnement multiculturelle et du contexte socio-politique propre à Taïwan, avec une esthétique propre où le folklore se mêle à la religion et les beaux-arts à l’artisanat » .
Pen Fen, professeur de l’université de Pékin et commissaire de l’exposition  « La grandeur de l’âme » de 2011 à Taipei (Taïwan) : « Les sculptures de Li Chen ne sont pas que beautés, elles sont également à la croisée du nouveau et de l’ancien. Li est sans nul doute l’un des chefs de file de l’art contemporain du XXIe siècle » .
Kwok Kian Chow, directeur du Musée des arts de Singapour :  « En observant les œuvres de Li Chen d’un point vu de la philosophie Zen, l’équilibre entre l’inhérent et le transcendantal est présent par la tension entre ‘le vide et non-vacuité’. Cependant, cette tension s’efface à la vue du visage serein des sculptures tout en continuant de stimuler le mental du spectateur » .
Thomas Lee, président du Centre de arts asiatiques :  « Les œuvres de Li Chen portent en elles un esprit à la fois dynamique et zen, une coexistence du réel et de l’irréel, une perfection et une vigueur, qui aboutissent finalement à une stimulation visuelle détonante » .

## Œuvres
- Collections

La beauté du vide
L'énergie du vide
Le voyage spirituel à travers le Grand Ether
Les gardiens des âmes
L'immortalité
Le guide luminescent
Nuage éthéré
- Parutions

Lueurs nocturnes : Le guide luminescent, Centre des arts asiatiques, octobre 2010  (ISBN 978-986-86332-1-6)
Li Chen – Esprit, corps, âme, Musée des arts de Singapour & Centre des arts asiatiques, 2009,  (ISBN 978-986-84060-8-7)
Les gardiens des âmes, Centre de Arts Asiatiques, 2009,  (ISBN 978-986-84060-7-0)
Li Chen à Pékin – Exposition au Musée national de l’art chinois - À la recherche de l'espace spirituel, Centre des arts asiatiques, 2008,  (ISBN 978-986-84060-1-8)
Li Chen à Venise, Centre des arts asiatiques, 2007,  (ISBN 978-957-97804-6-9)
Li Chen 1992-2002 Sculpture, Centre des arts asiatiques, 2004,  (ISBN 957-97804-4-7)